# Thomas Deenihan
Thomas Deenihan (ur. 20 czerwca 1967 w Corku) – irlandzki duchowny rzymskokatolicki, biskup Meath od 2018.

## Życiorys
Święcenia kapłańskie otrzymał 1 czerwca 1991 i został inkardynowany do diecezji Cork i Ross. Przez kilkanaście lat pracował jako wikariusz parafialny. W 2006 został szefem diecezjalnego sekretariatu ds. edukacji.
18 czerwca 2018 papież Franciszek mianował go ordynariuszem diecezji Meath. 
Został wyświęcony na biskupa 2 września 2018 w Katedrze Chrystusa Króla w Mullingar przez biskupa Eamona Martina.